# Stefano Trevisanello
Stefano Trevisanello (Venezia, 5 luglio 1953) è un allenatore di calcio, dirigente sportivo ed ex calciatore italiano, di ruolo centrocampista.

## Biografia
È fratello maggiore di Carlo, anche lui calciatore.

## Carriera

### Giocatore

#### Club
Nasce calcisticamente nel Venezia, nel quale entra nel 1964 insieme al fratello Carlo. Con i lagunari debutta tra i professionisti nel 1971, nella partita interna contro il Verbania.

Trevisanello all'Avellino nella stagione 1975-1976

Nel 1974 passa al Varese dove esordisce in Serie A nella sfida contro il Cesena, mentre nel 1975 fa ritorno a Venezia. Viene quindi ceduto nello stesso anno all'Avellino, e nel 1977 al Verona dove rimane fino al 1980.
Nella stagione 1980-1981 veste la maglia del Pescara, mentre l'annata seguente indossa quella della Reggiana.
Nel 1982 approda al Monza, e l'anno dopo al Padova. Chiude infine la sua carriera nella stagione 1985-1986, in Serie C2, tornando al Venezia.
Nel complesso colleziona 48 presenze e 2 gol in Serie A.

#### Nazionale
Nella stagione 1973-1974 colleziona 2 presenze con la Nazionale Militare, e altrettante presenze nella Nazionale di Serie C.

### Allenatore
Allenatore di Seconda Categoria, dal 1987 ha guidato il Kroton in Serie C2 – dove ottiene un buon quarto posto e il miglior gioco della categoria –, il Venezia in Interregionale, la formazione "Primavera" del Padova, il Thiene, il Valdagno e la Miranese, tutte in Interregionale. Ha allenato poi anche il Thermal Abano, squadra di Abano Terme cominciando dalla Terza Categoria, classificatosi al Primo posto in classifica con 29 vittorie ed un pareggio (su 30 gare) record assoluto.
Dal 1997 è responsabile dell'attività di base del Comitato Provinciale di Venezia e dal 2015 responsabile del CRVeneto Att. di base della Federazione Italiana Gioco Calcio.
Il 23 settembre 2013 torna ad allenare, assumendo la guida del Gordige, squadra di calcio femminile militante in Serie B; nel febbraio del 2014 lascia l'incarico per motivi personali.